# Kościół Najświętszej Maryi Panny Różańcowej w Mojęcicach
Kościół filialny pw. Najświętszej Maryi Panny Różańcowej w Mojęcicach, należy do parafii w Stobnie.

## Historia
Wzniesiony w drugiej połowie XV w. w stylu gotyckim z głazów narzutowych. Ufundowany przez właścicieli wsi- rodzinę von Stosch. W 1564 r. przebudowany w stylu renesansowym. Dzwonnica zbudowana w 1594 r. W XVI w. stał się parafialnym kościołem luterańskim. Od 1648 r. do XVIII w. na skutek ograniczenia kultu protestanckiego przez władze, był kościołem parafialnym dla protestantów z aż 30 sąsiednich miejscowości, nawet tak odległych jak okolice Środy Śląskiej. W XVII w. pastorem w tym kościele był Adam Thebes - poeta, autor pieśni religijnych. Przed 1945 r. parafia luterańska w Mojęcicach liczyła ok. 1500 wiernych i obejmowała siedem sąsiednich wsi. Ostatnim duchownym tej parafii (od 1925 do 1945 r.) był pastor Johannes Langer.
Od 1945 r. stał się znowu kościołem katolickim i otrzymał obecną nazwę. Kościół w Mojęcicach jest wpisany na listę zabytków w Narodowym Instytucie Dziedzictwa. Fasadę pokrywa dekoracja sgraffitowa, we wnętrzu renesansowe kamienne epitafia rodziny Stosch (zm. 1586 i 1587) fundatorów kościoła, wykonane przez Kaspra Bergera z Legnicy, a także drewniana rzeźba św. Anny z około 1500 r. Na lewym boku epitafium Laslawa (Ladislaus) II von Stosch (1548-1587) herby szlacheckie m.in. (od góry): 1. von Stosch, 2. von Niebelschütz, 3. von Kreckwitz, 4. von Glaubitz 5. von Glaubitz, 6. von Loeben, 7 von Rothenburg, 8. von Knobelsdorff. Na prawym boku epitafium Heleny von Stosch (+1619) herby szlacheckie m.in. (od góry): 9. von Berge, 10. von Saltza, 11. von Knobelsdorff 12. von Glaubitz, 13. von Berge, 14. von Braun, 15. von Glaubitz 16. von Glaubitz
Na ścianach są fragmenty polichromii (odkrytej w 1966 r.) z drugiej połowy XVI w.

## Herby z epitafiów

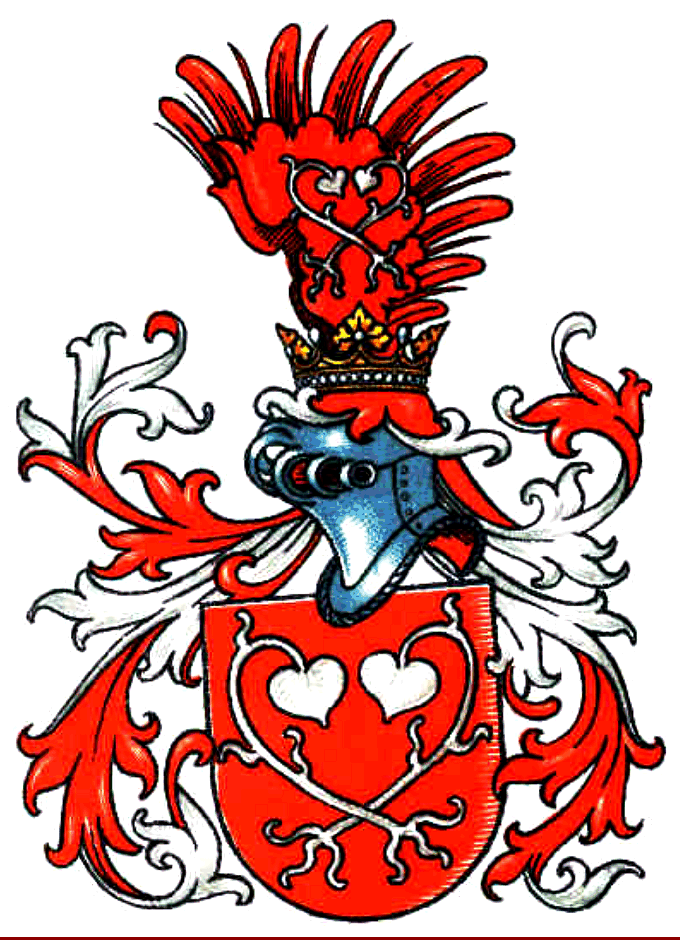
1. Stosch
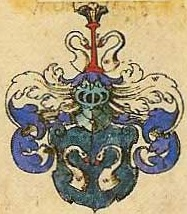
2. Niebelschütz
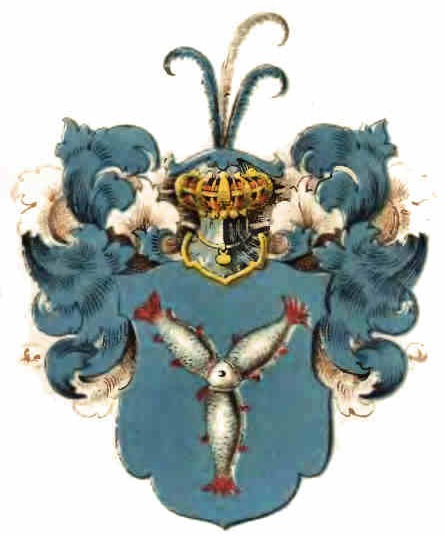
3. Kreckwitz
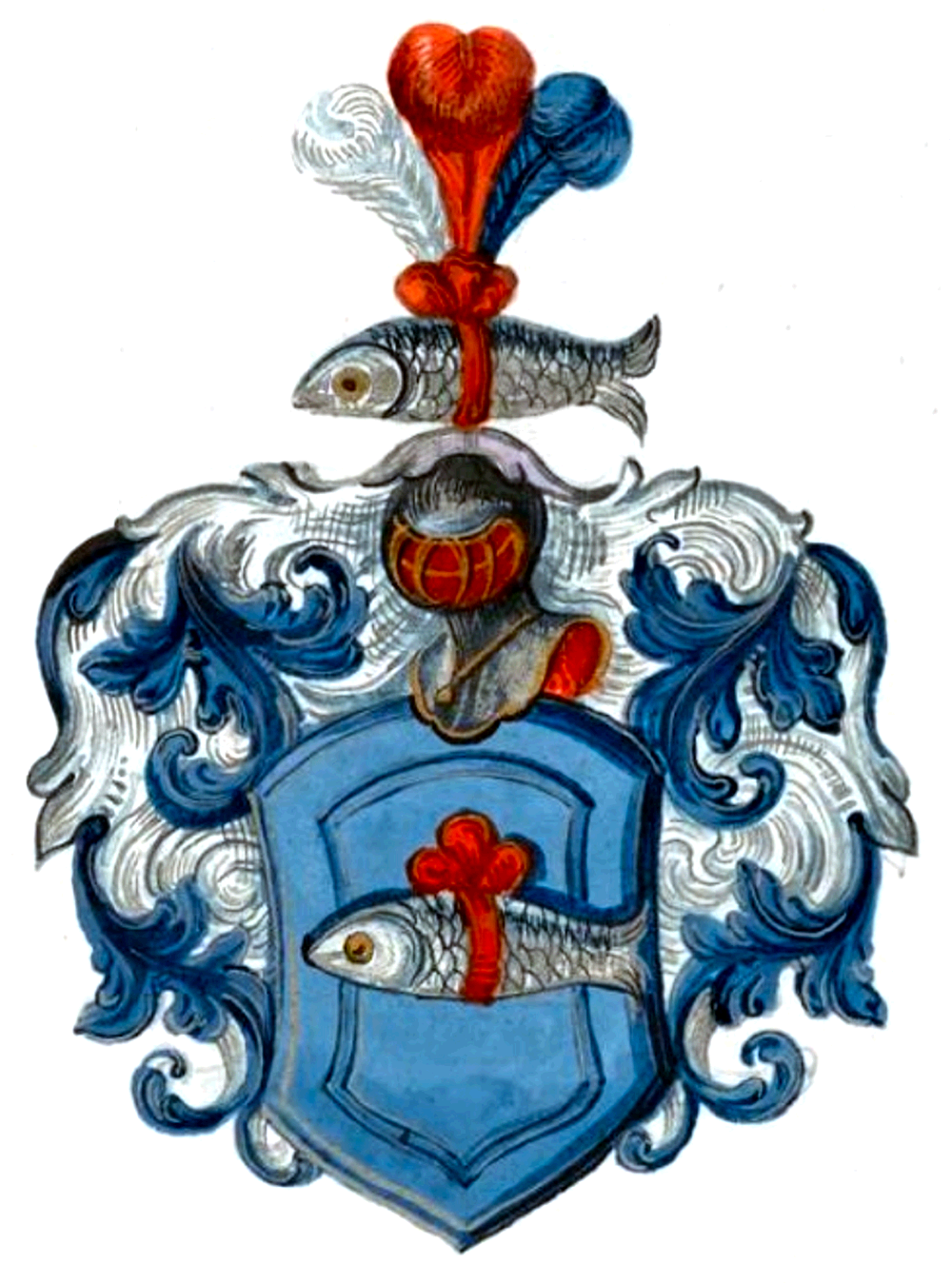
4.5.12.15.Glaubitz
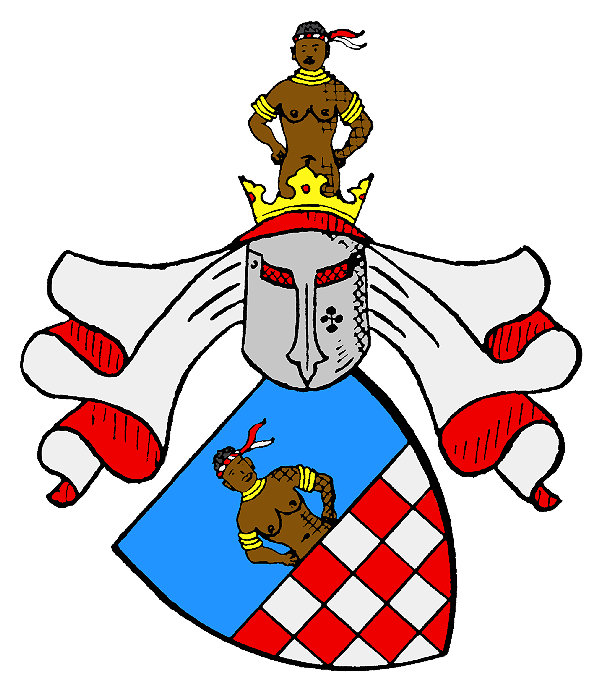
6. Loeben
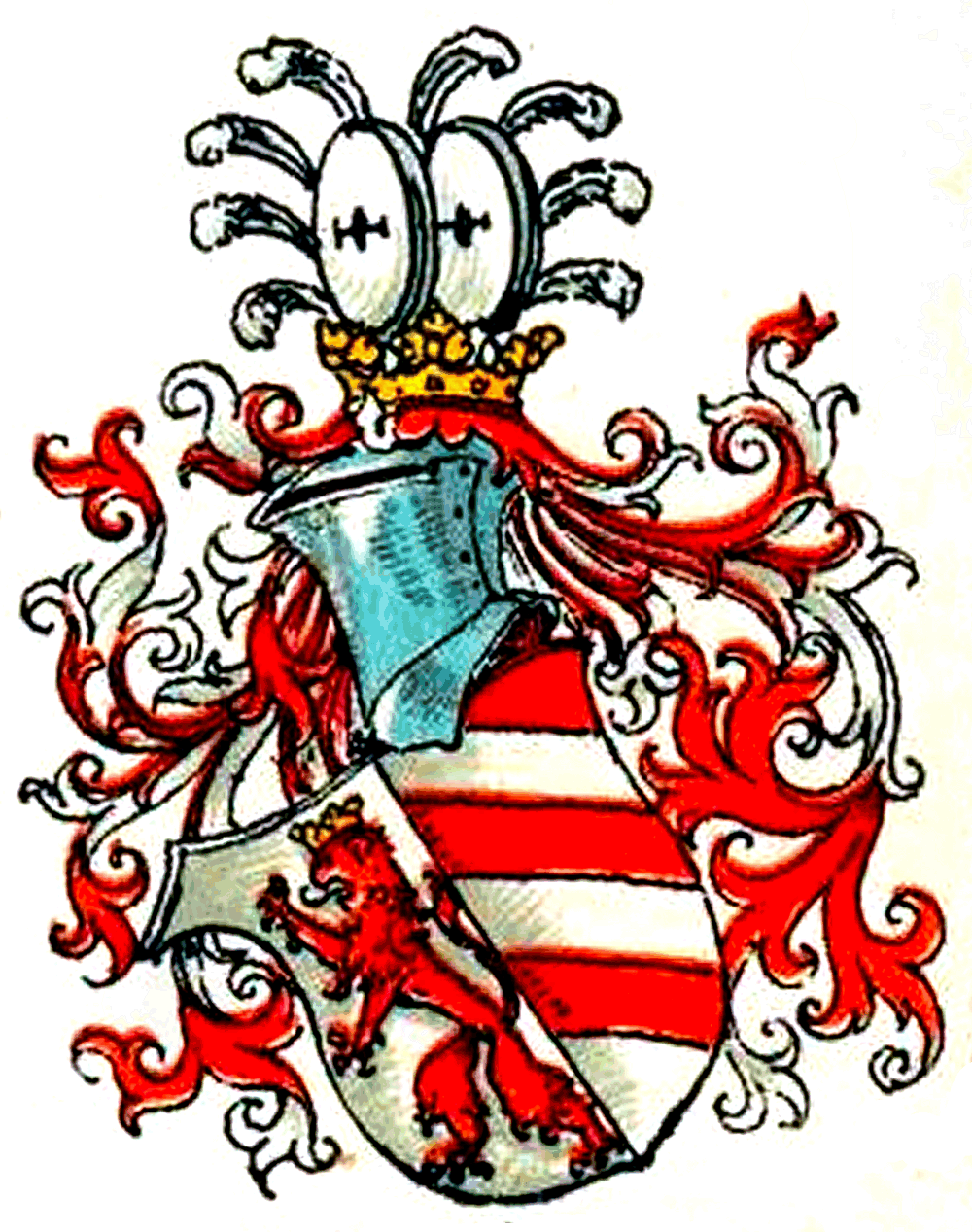
7. Rothenburg
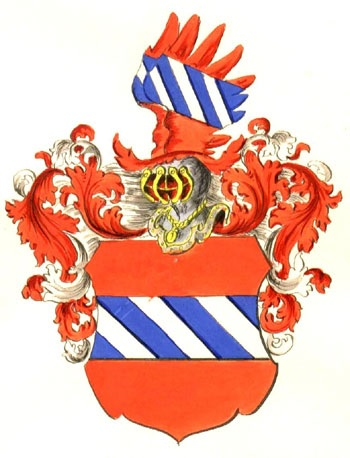
8. Knobelsdorff
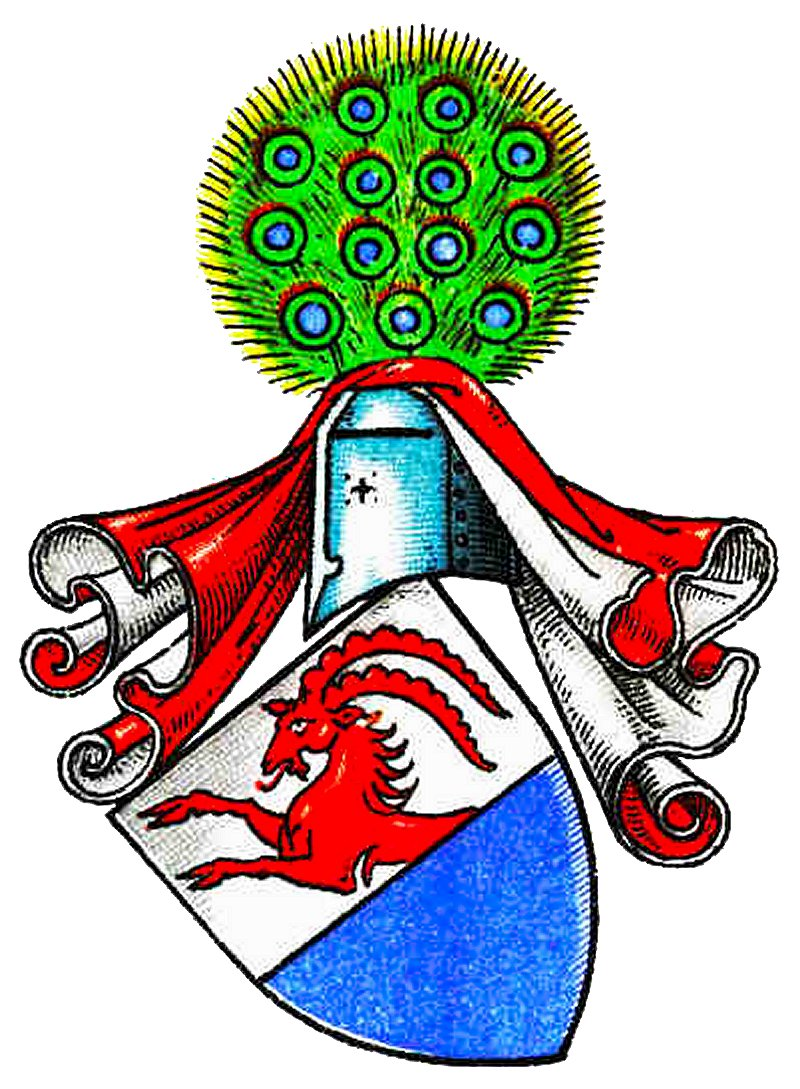
9.13. Berge
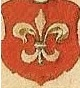
10. Saltza (tarcza)
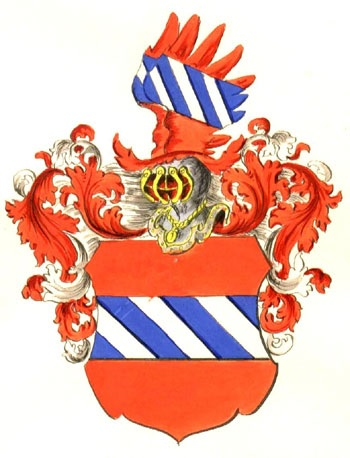
11. Knobelsdorff
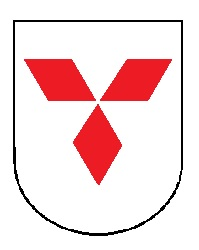
14. Braun (tarcza)
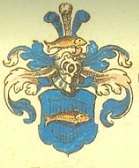
16. Glaubitz